# Comuna de Trojanów
Trojanów (polaco: Gmina Trojanów) é uma gminy (comuna) na Polónia, na voivodia de Mazóvia e no condado de Garwoliński. A sede do condado é a cidade de Trojanów.
De acordo com os censos de 2004, a comuna tem 7827 habitantes, com uma densidade 51,8 hab/km².

## Área
Estende-se por uma área de 151,01 km², incluindo:
- área agrícola: 69%
- área florestal: 24%

## Demografia
Dados de 30 de Junho 2004:
|                      | Total   | Total | Mulheres | Mulheres | Homens  | Homens |
| -------------------- | ------- | ----- | -------- | -------- | ------- | ------ |
|                      | pessoas | %     | pessoas  | %        | pessoas | %      |
| População            | 7827    | 100   | 3992     | 51       | 3835    | 49     |
| Densidade (pop./km²) | 51,8    | 100   | 26,4     | 26,4     | 25,4    | 25,4   |

De acordo com dados de 2002, o rendimento médio per capita ascendia a 1196,91 zł.

## Subdivisões
- Babice, Budziska, Damianów, Derlatka, Dębówka, Dudki, Elżbietów, Jabłonowiec, Komory, Korytnica, Kozice, Kruszyna, Majdan, Mroków, Nowiny Życkie, Ochodne, Piotrówek, Podebłocie, Prandocin, Ruda, Skruda, Trojanów, Więcków, Wola Korycka Dolna, Wola Korycka Górna, Wola Życka, Żabianka, Życzyn.

## Comunas vizinhas
- Kłoczew, Maciejowice, Ryki, Sobolew, Stężyca, Żelechów